# Neoeutrypanus glaucus
Neoeutrypanus glaucus (лат.) — вид усачей трибы Acanthocinini из подсемейства ламиин.

## Описание
Коренастые жуки с булавовидными бёдрам. От близких видов отличается следующими признаками:
первый и второй членики задних лапок в белом опушении; самцы без длинных волосков на передних голенях и лапках; вентрально самцы без густого опушения; пронотум с тупым округлым выступом по бокам от середины в передней половине; усики со щетинками; переднегрудь со срединным латеральным бугорком; первый членик задних лапок немного длиннее, чем два следующих вместе.

## Распространение
Встречаются в Южной Америке: Аргентина, Бразилия, Парагвай.